# Cầu Dębnicki, Krakow

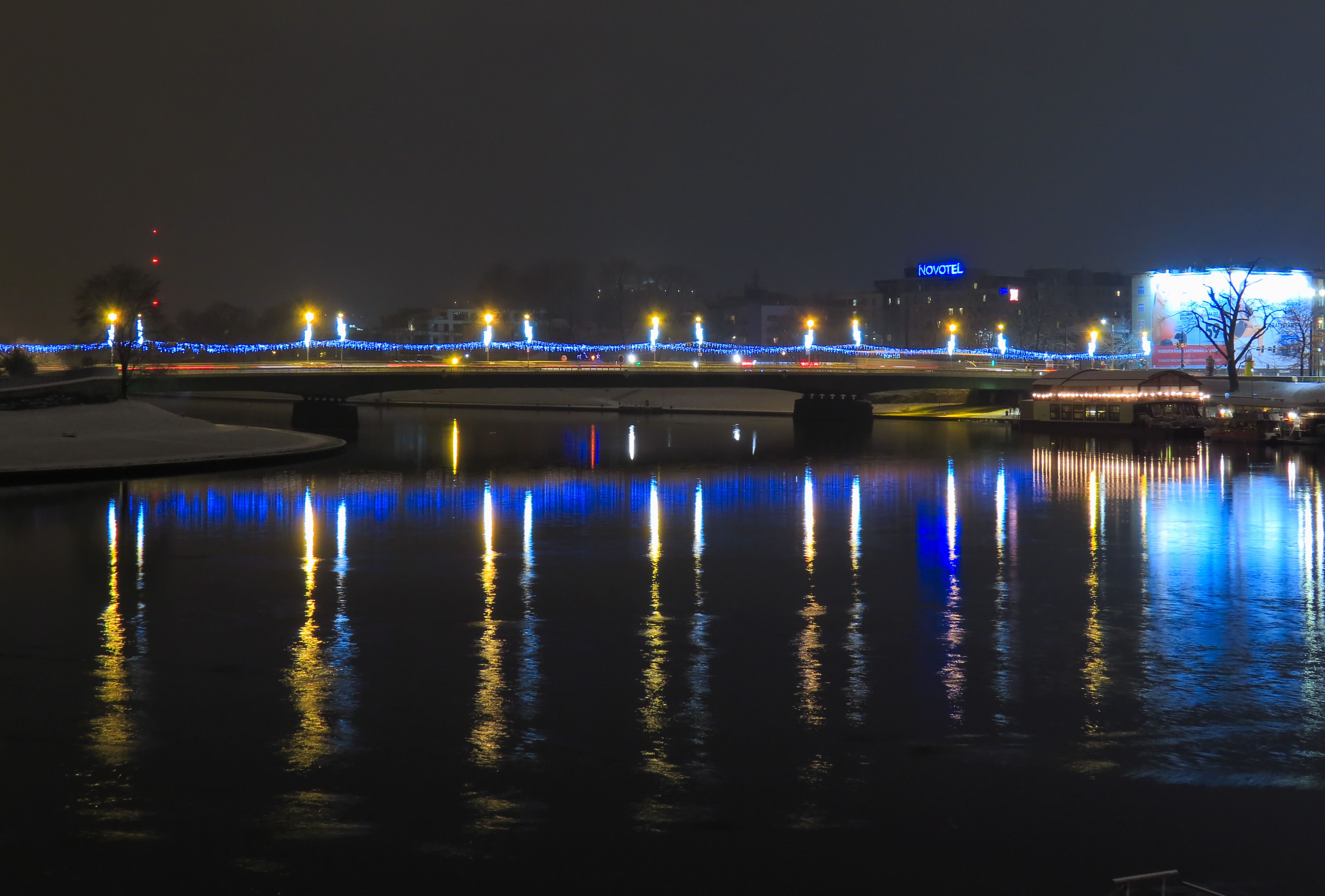
Cây cầu vào ban đêm

Cầu Dębnicki là một cây cầu ở Kraków trên sông Vistula nối liền Phố cổ Krakow và Zwierzyniec với Dębniki (đường Marii Konopnickiej). Nó là một phần của Đường vành đai 2. Vị trí của cầu gần ngay chỗ uốn công của sông Vistula và Lâu đài Wawel.

## Lịch sử
Vào những năm 1887 - 1818, thay cho cây cầu Dębnicki ngày nay, một cây cầu ba nhịp được xây dựng cho nhu cầu của tuyến đường sắt chính của Krakow. Ngoài đường sắt, nó cũng có đường dành cho người đi bộ và lối đi dành cho người đi bộ.
Năm 1911, tuyến đường sắt vành đai đã bị đóng cửa và đường ray đã bị xóa khỏi cây cầu.
Cây cầu (giống như những cây cầu khác của Krakow) đã bị nổ tung bằng cách rút lui quân Đức vào tháng 1 năm 1945, và kết quả là nó đã bị phá hủy. Nó đã được xây dựng lại trong hình dạng hiện tại của nó vào năm 1951 theo thiết kế của Władysław Borusiewicz, Zbigniew Wzorek và Stefan Serafin.
Năm 1998, cây cầu đã trải qua một cuộc cải tạo chung, tạm dừng các hoạt động giao thông. Cơ sở cải tạo đã được thay thế bằng cây cầu quân sự gấp Lajkonik, nằm bên cạnh, và đã được tháo dỡ sau khi công việc cải tạo hoàn thành.

## Cấu trúc
Cây cầu dài 157 mét và rộng 19 mét. Nó được đỡ trên 2 trụ cột. Trên cầu có 2 làn ô tô ở mỗi hướng, và ở hai bên có lối đi dành cho người đi bộ.
Trong số các cây cầu của Krakow trên Vistula, cây cầu này được xem là thấp nhất (gần mặt nước nhất), khiến nó trở thành đối tượng bị ảnh hưởng nhất bởi lũ lụt và ùn tắc băng trong thành phố. Trong trận lụt năm 2010, mực nước ở Vistula cao đến mép cầu và không thể nhìn thấy các nhịp cầu. Vị trí thấp của cây cầu như vậy được quyết định bởi mong muốn can thiệp ít nhất có thể vào bức tranh toàn cảnh của nơi này, vì nó có thể che khuất tầm nhìn của Lâu đài Wawel từ đại lộ Vistula.